# Arbeitsgericht Bremen
Das Arbeitsgericht Bremen war ein deutsches Arbeitsgericht mit Sitz in Wesermünde.

## Geschichte
Gemäß Arbeitsgerichtsgesetz vom 23. Dezember 1926 wurden in Deutschland Arbeitsgerichte gebildet. Diese waren nur in der ersten Instanz organisatorisch selbstständige Gerichte, die Landesarbeitsgerichte waren den Landgerichten zugeordnet. Am Landgericht Bremen entstand so 1927 das Landesarbeitsgericht Bremen als einziges Landesarbeitsgericht der Freien Hansestadt Bremen. Als einziges Arbeitsgericht der Freien Hansestadt Bremen entstand das Arbeitsgericht Bremen. Es war für das Gebiet der Freien Hansestadt Bremen außer dem Stadtteil Vegesack zuständig. Es verfügte über je eine Kammer für Arbeiter, für Angestellte und für Handwerk. Für die Angestellten der deutschen Reichsbahn in Bremen waren die jeweiligen Fachkammern bei Arbeitsgericht Hannover bzw. beim Arbeitsgericht Oldenburg zuständig.
Nach der Besetzung Deutschlands durch die Alliierten wurden 1945 zunächst alle Gerichte geschlossen. Die ordentlichen Gerichte wurden schon bald wieder eröffnet, während die Arbeitsgerichte zunächst nicht wieder eingerichtet wurden, so dass arbeitsgerichtliche Streitigkeiten von den ordentlichen Gerichten erledigt werden mussten. Gemäß Kontrollratsgesetz 21 vom 30. März 1946 sollten in Deutschland Arbeitsgerichte aufgebaut werden. Das Arbeitsgericht Bremen wurde neu gebildet und am 19. August 1946 feierlich eröffnet. Zu seinem Bezirk gehörte zunächst (bis zum 28. Juni 1950) auch die Enklave Thedinghausen. 2004 fusionierte das Arbeitsgericht Bremerhaven und das Arbeitsgericht Bremen zum Arbeitsgericht Bremen-Bremerhaven.